# Reinhard Schwarz-Schilling

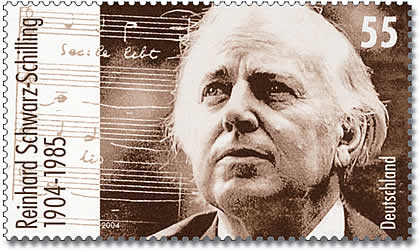
Briefmarkenausgabe anlässlich des 100. Geburtstages von Reinhard Schwarz-Schilling (Deutsche Post 2004)

Reinhard Schwarz-Schilling (* 9. Mai 1904 in Hannover; † 9. Dezember 1985 in Berlin) war ein deutscher Komponist.

## Leben und Werk

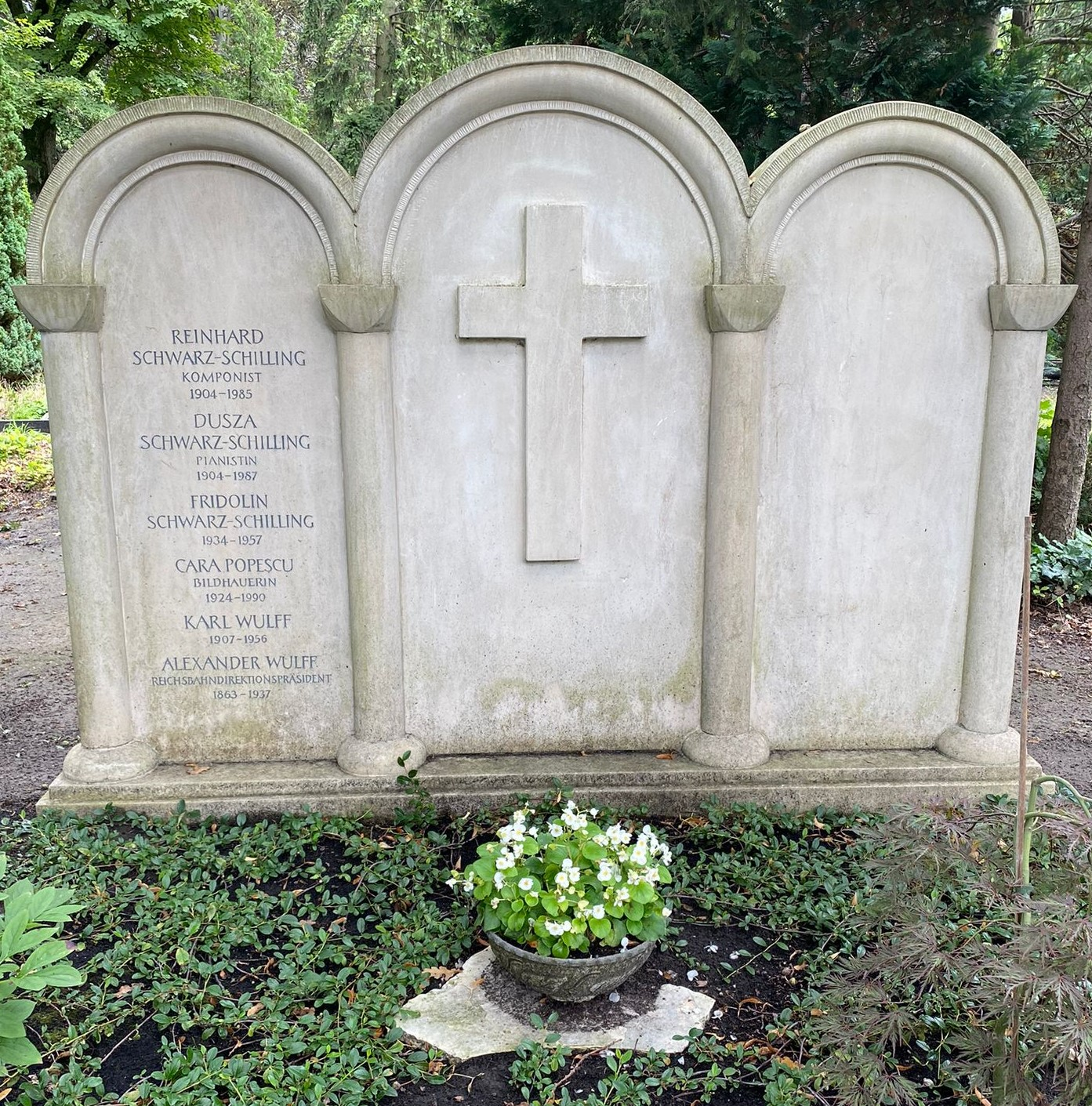
Grab auf dem St. Matthias-Friedhof in Berlin-Tempelhof

Reinhard Schwarz-Schilling war Sohn des Chemiefabrikanten Carl Schwarz. Er besuchte das hannoversche Humanistische Gymnasium und nahm Klavierunterricht bei Heinrich Lutter und C. Leonhardt. 1922 begann er das Studium der Musik in München bei Walter Braunfels, sowie in Florenz und Köln.
Von 1927 bis 1929 war er Schüler des Komponisten Heinrich Kaminski. Ab 1938 lehrte Schwarz-Schilling an der Berliner Musikhochschule. Seine Orchester-, Kammer-, Orgel- und Chormusik sowie seine Sololieder sind oft geistlich inspiriert und entfalten eine Tonsprache, die den Kompositionen Kaminskis und Johann Sebastian Bachs folgt. Eine seiner Hauptarbeiten ist die Kantate Die Botschaft (1979–1982).
Reinhard Schwarz-Schilling war verheiratet mit der polnisch-jüdischen Pianistin Dusza von Hakrid, die er als Mitschülerin bei seinem Mentor Heinrich Kaminski kennenlernte. Nachdem ein couragierter Standesbeamter im bayerischen Kochel am See erfolgreich ihre Papiere manipuliert hatte, lebte die Familie im „Dritten Reich“ permanent in höchster Gefahr und war ständigen Gestapo-Verhören ausgesetzt. Schwarz-Schilling wurde als Professor an der Berliner Musikhochschule niemals Mitglied der NSDAP und blieb seinen menschlichen und politischen Überzeugungen treu. 
Sein älterer Bruder Balduin Schwarz musste wegen seiner „nicht-arischen“ Ehefrau 1933 in die USA emigrieren. Sein jüngster Bruder Egon Schwarz war Unternehmer. Erst knapp 20 Jahre nach Reinhard Schwarz-Schillings Tod erfuhr sein Sohn Christian Schwarz-Schilling, Bundesminister a. D. und Hoher Repräsentant für Bosnien und Herzegowina, bei Nachforschungen vor Ort in Polen von der wahren Abstammung seiner Mutter. 
Reinhard Schwarz-Schilling wurde auf dem St.-Matthias-Friedhof in Berlin-Tempelhof beerdigt.

## Ausgewählte Werke

### Orchesterwerke
- Werk für Streichorchester (1928); Anordnung Heinrich Kaminskis Streichquintette
- Partita für Orchester (1935)
- Polonaise für Orchester (1936)
- Introduktion und Fuge für Streichorchester (1948)
- Concert für Violine und Orchester (1953)
- Sinfonia diatonica (1957)
- Symphonie in C (1963)

### Orgelwerke
- Praeludium und Fuge (1933)
- Da Jesus an dem Kreuze stund, Canonische Choralbearbeitung für Orgel (auch mit Flöte und Violine) (1942)
- Zwölf Choralvorspiele für Orgel (1953)
- Concerto per Organo (1957)

### Kammermusik
- Aus den Jugendkompositionen (1918–1920)
- Quintett, Opus 1 für Oboe, Klarinette, Horn, Fagott und Klavier (1926)
- Streichquartett f-moll (1932)
- Kleine Kammermusik (1937)
- Drei Lieder (1944)
- Der wandernde Musikant (1944)
- Sonatine für Klavier (1947)
- Klavier Sonata (1968)
- Duo für Violine und Klavier (1976)
- Streichtrio (1983)
- Studie uber B-A-C-H im Streichtrio-Satz (1985)
- Klaviermusik (1985)

### Vokalmusik
- Weihnachtsmusik (1947)
- Lob der Mutter (1950)
- Missa in Terra Pax (1955)
- Signum Magnum (1958)
- O Heiland reiß die Himmel auf (1958)
- Laetare für 5- bis 6-stimmigen Chor, Streicher, 2 Trompeten (1958)
- Vier Psalmotteten (1964)
- Herr, ich bin nicht wert (1964)
- Die Einsetzungsworte nach Paulus (1966)
- Der Herr, die ewige Gott (1967)
- Vater unser (1973)
- Benedictus (1975)
- Über die Schwelle (1975)
- Die Botschaft, Cantate für Mezzosopran, Bariton, Chor und Orchester (1979–1982)